# 道の駅耶馬トピア
道の駅耶馬トピア（みちのえき やぱトピア）は、大分県中津市にある国道500号の道の駅である。

## 施設
- 駐車場
  - 普通車：102台
  - 大型車：5台
  - 身障者用：2台
- トイレ
  - 男：6器
  - 女：4器
  - 身障者用：4器
- 公衆電話
- 公衆FAX
- 情報コーナー
- レストラン「そば打ち体験道場」
- 喫茶「トピア茶屋」
- 物産店「ふれあいステーション」

## 休館日
- 毎週木曜日
- 1月1日 - 1月2日

## アクセス
- 国道500号
  - すぐ近くに国道212号

## 周辺
- 中津市立本耶馬渓中学校
- 青の洞門
- 羅漢寺
- 耶馬渓